# Giro di Romagna 1985
Il Giro di Romagna 1985, sessantesima edizione della corsa, si svolse il 21 settembre 1985 su un percorso di 234 km. La vittoria fu appannaggio dell'italiano Claudio Corti, che completò il percorso in 5h43'53", precedendo i connazionali Marino Amadori e Fabrizio Vannucci.

## Ordine d'arrivo (Top 10)
| Pos. | Corridore              | Squadra                  | Tempo    |
| ---- | ---------------------- | ------------------------ | -------- |
| 1    | Claudio Corti          | Supermercati Brianzoli   | 5h43'53" |
| 2    | Marino Amadori         | Alpilatte-Olmo-Cierre    | a 31"    |
| 3    | Fabrizio Vannucci      | Maggi Mobili-Fanini      | s.t.     |
| 4    | Urs Zimmermann         | Carrera-Vagabond         | s.t.     |
| 5    | Leo Schönenberger      | Dromedario-Laminox-Fibok | a 3'55"  |
| 6    | Jens Veggerby          | Maggi Mobili-Fanini      | s.t.     |
| 7    | Michael Wilson         | Alpilatte-Olmo-Cierre    | s.t.     |
| 8    | Giuseppe Petito        | Ariostea-OECE            | s.t.     |
| 9    | Steen-Michael Petersen | Maggi Mobili-Fanini      | s.t.     |
| 10   | Tullio Cortinovis      | Murella-Rossin           | s.t.     |